# Тристаннид бария
Тристаннид бария — бинарное интерметаллическое неорганическое соединение бария и олова с формулой BaSn3, кристаллы.

## Получение
- Сплавление стехиометрических количеств чистых веществ:

{\displaystyle {\mathsf {Ba+3Sn\ {\xrightarrow {T}}\ BaSn_{3}}}}

## Физические свойства
Тристаннид бария образует кристаллы
гексагональной сингонии,
пространственная группа P 63/mmc,
параметры ячейки a = 0,72279 нм, c = 0,5469 нм, Z = 1,
структура типа станнида триникеля Ni3Sn
.
Соединение образуется по перитектической реакции при температуре ≈660°C (715°C).